# Evelyn Hofer
Evelyn Hofer (* 21. Januar 1922, Marburg an der Lahn; † 2. November 2009 in Mexiko-Stadt) war eine deutschstämmige Fotografin, die später die mexikanische und amerikanische Staatsbürgerschaft annahm. Hofer schuf über Jahrzehnte hinweg ein Werk, das sowohl die Tradition von August Sanders Bildauffassung eigenständig weiterentwickelte als auch früh Farbfotografie einsetzte. Hilton Kramer, Kunstkritiker der New York Times, bezeichnete Hofer als „berühmteste ‚unbekannte‘ Fotografin Amerikas“.

## Leben
Evelyn Hofer verließ 1933 mit ihren demokratisch gesinnten Eltern Gustav und Elvira Schünemann-Hofer und der älteren Schwester Aline  Deutschland. Sie lebten abwechselnd in der Schweiz und in Spanien. Ab 1935 besuchte Hofer die internationale Schule in Genf. Nach dem frühen Entschluss, Fotografin zu werden, erhielt sie Unterricht von Hilmar Lokay sowie von Robert Spreng in Basel und in Zürich Privatunterricht bei Hans Finsler; zudem ging sie in einem Fotostudio in Zürich in die Lehre.
Im Jahr 1942 emigrierte Hofer mit ihrer Familie nach Mexiko. 1946 ging sie allein nach New York City, um sich dort der Fotografie zu widmen, während ihre Familie dauerhaft in Mexiko-Stadt blieb. In New York folgten Aufträge im Bereich der Modefotografie von Alexey Brodovitch für Harper’s Bazaar, sie fotografierte u. a. auch für die Vogue.
Hofer freundete sich mit Richard Lindner, René Boucher, Saul Steinberg und Hans Namuth an und war ab 1977 in der Galerie von Lee Witkin vertreten, der ihr Werk in den Kunstmarkt einführte.
Evelyn Hofer befasste sich neben technischen Aspekten und dem Arbeiten in der Dunkelkammer vor allem auch mit kunsttheoretischen und fotoästhetischen Aspekten, wodurch sie schließlich ihre charakteristische Fotografie herausbildete. In den 1950er Jahren war sie eine der ersten Fotografen, die Farbe in ihr fotografisches Werk einführten; Hofer wandte sich früh der Technik des Reliefdrucks zu. Während ihrer gesamten Schaffenszeit fotografierte sie sowohl in Farbe als auch in Schwarz-Weiß – in Abhängigkeit davon, wonach das einzelne Motiv in der jeweiligen Situation verlangte.
Sie zog 2005 von New York zu ihrer Schwester nach Mexiko-Stadt, wo sie im Alter von 87 Jahren 2009 verstarb.

## Werk
Mitte der 1950er Jahre nahm Hofers noch frühe Karriere eine bedeutende Wendung, als Mary McCarthy sie engagierte, Fotografien für The Stones of Florence (1959 in New York erschienen), eine literarische Erkundung der Geschichte und Kultur der toskanischen Stadt, zu erstellen. Im Laufe der folgenden Jahrzehnte arbeitete Hofer mit Autoren wie V. S. Pritchett, William Walton, James Morris und Evelyn Barish zusammen und fotografierte für Bücher über London (London Perceived, 1962), Spanien (The Presence of Spain, 1964), New York City (New York Proclaimed, 1965), Washington D.C. (The Evidence of Washington, 1966), Dublin (Dublin. A Portrait, 1967) sowie Paris (1967, nicht in Buchform erschienen) und zuletzt Emerson in Italy (1989).
Hofer fotografierte mit einer 4×5-Zoll-Großformatkamera. Sie recherchierte umfassend für den jeweiligen Auftrag; sie erkundete und beobachtete zunächst lange den jeweiligen Ort und ließ Licht und Atmosphäre auf sich wirken, bevor sie zur Kamera griff und fotografierte, was sie subjektiv erfasste. Hofer fotografierte Menschen und Orte, so wie sie diese vorfand, und suchte dabei nach einer zeitlosen Aura. Unabhängig von einer Schnappschussästhetik wie sie etwa Eggleston oder William Klein populär machten, sind klassische Kriterien zentral in Hofers Werk. Ihr Ansatz zeichnet sich durch eine Entschleunigung aus: Hofer wollte hinter die Fassaden blicken, um das Wesentliche in ihren Arbeiten zu erfassen. Sie zielte darauf ab, über ein rein dokumentarisches Moment hinaus eine subjektive Interpretation der Welt zu schaffen, die sowohl den Zeitgeist als auch eine gewisse Zeitlosigkeit in sich vereint. Als Street Photographer einer anderen Art transportieren ihre Fotografien ihr Interesse an sozialen Aspekten und eröffnen einen pointierten Blick auf die Gesellschaft – ihre intimen und stets würdevollen Porträts bilden die Möglichkeiten und Grenzen menschlichen Befindens ab.
Hier schließen auch ihre sozialen und gesellschaftlichen Essays für Magazine wie Life, das London Times Magazine und das New York Times Magazine an: Beispielsweise bilden ihre Arbeiten Just Married (Life, 1974), Scene of the Crime (The London Sunday Times, 1974), The Long Stretch (The London Sunday Times, 1975), Toys, Trivets and Serving Trays (The New York Times Magazine, 1976) sowie The Members of a Wedding (Life, 1977) und Homecoming for the Pope (The New York Times Magazine, 1979) Zeit- und Sozialgeschichte ab.
Über die Städteporträts und Essays für Illustrierte hinaus ist Hofers fotografisches Werk vielfältig: Neben Architektur und Landschaft wandte sie sich auch in einer Vielzahl von Aufnahmen von Interieurs und Porträts sowie in ihrem Spätwerk Stillleben zu. Zu ihren bekanntesten Interieurs für Condé-Nast-Publikationen wie Vogue, Vanity Fair und House and Garden zählen Aufnahmen des Maison de verre (Paris, 1982), der Villa Medici (Rom, 1982) und von Jackson Pollocks Studio (Long Island, 1988).
Neben Porträts von etwa Artur Rubinstein, Ted Kennedy, Joseph Brodsky, Alec Guinness oder Luis Barragan fotografierte sie in zahlreichen Aufnahmen bildende Künstler, teilweise mehrfach, in deren Ateliers und Wohnungen, so beispielsweise Andy Warhol, Balthus, Georg Baselitz, Jean-Michel Basquiat, zudem Roy Lichtenstein, Ed Ruscha, Julian Schnabel und George Segal sowie Saul Steinberg. Neben diesen Porträts berühmter Persönlichkeiten und vornehmlich bildender Künstler widmete Hofer mit People of Soglio (1990–1991) und Basque People (1980) Unbekannten umfassende Porträtserien, die im eigenen Auftrag entstanden.
Hofers Spätwerk, die Stillleben, entstand Mitte der 1990er Jahre in ihrem langjährigen New Yorker Studio in der Westbeth Artists Community im West Village Manhattans, wo auch Diane Arbus zeitweilig lebte. Die arrangierten Gefäße und Früchte vor samtig dunklem Hintergrund erinnern in ihrer Komposition und durch ihre haptische Qualität an die Stilllebenmalerei des 17. Jahrhunderts, etwa an Francisco de Zurbaráns Werke.

## Zitate von Evelyn Hofer
„Ich hoffe, daß keines meiner Porträts gestellt aussieht. Das ist die Schwierigkeit bei Porträts – sie nicht gestellt aussehen zu lassen. Ich glaube, das passiert, wenn man die Leute lange beobachtet, bevor man mit der Aufnahme beginnt, und sie dann zu etwas zurückführt, das man gesehen hat.“

„Ein Grund, warum ich gerne mit einer großen Kamera arbeite, ist der, daß ich nicht gerne jemandem nachspioniere. Ich möchte, daß sie wissen, daß ich ein Bild von ihnen mache, und ich möchte, daß sie mit mir zusammenarbeiten. Wenn sie das Gefühl hätten, daß ich versuche, ihnen etwas zu entlocken, was sie nicht wirklich wollen, wäre das unmöglich. Also respektiere ich sie und möchte, daß sie das respektieren, was wir zusammen machen.“

„Während ich an meinem Dublin-Buch arbeitete, fand ich, daß viele Leute scheu waren und sich nur ungern fotografieren ließen. Daher wollte ich mich mit der jeweiligen Person erst einmal nur treffen, um zu reden, ihr Vertrauen zu gewinnen und ihr freizustellen, das Porträt zu machen, wo es ihr am liebsten war.“

„In Wirklichkeit ist alles, was wir fotografieren, wir selbst im anderen … die ganze Zeit.“

## Fotografisches Erbe
Der fotografische Nachlass Evelyn Hofers wird von Andreas Pauly, einem langjährigen Assistenten der Fotografin, verwaltet.

## Veröffentlichungen (Auswahl)
- The Pleasures of Mexico. Text von Maurice Sandoz, Kamin Publishers, New York 1957.
- The Stones of Florence. Text von Mary McCarthy, Harcourt, Brace & World, London 1956.
- London Perceived. Text von V. S. Pritchett, Harcourt, Brace & World Inc., New York 1962.
- The Presence of Spain. Text von James Morris, Harcourt, Brace & World Inc., New York 1964.
- New York Proclaimed. Text von V. S. Pritchett, Harcourt, Brace & World Inc., New York 1965.
- The Evidence of Washington. Text von William Walton, Bodley Head: London 1966.
- Dublin. A Portrait. Text von V. S. Pritchett, Harper & Row, New York 1967.
- Emerson in Italy. Text von Ralph Waldo Emerson und Evelyn Barish, Henry Holt and Company, New York 1989.
- New York. Text von John Haskell, Steidl, Göttingen 2018.
- Dublin. Text von Hugo Hamilton, Steidl, Göttingen 2023.

### Ausstellungskataloge
- 1994: Evelyn Hofer. Photographs, Musée de l’Elysée, Lausanne.
- 2004: Evelyn Hofer, Aargauer Kunsthaus Aarau, hrsg. von Susanne, Beiträge von Beat Wismer, Evelyn Hofer, Kim Sichel und Christoph Ribbat, Steidl Verlag, Göttingen.
- 2011: Street Lifes and Home Stories, Museum Villa Stuck München, Hatje Cantz Verlag, Ostfildern.
- 2015: Evelyn Hofer (1922–2009) – Retrospektive, Museum Villa Stuck, hrsg. von Michael Buhrs und Sabine Schmid in Zusammenarbeit mit Andreas Pauly, Steidl, Göttingen.
- 2019: Evelyn Hofer, Begegnungen / Encounters, Museum Kurhaus Kleve, Museum Moderner Kunst Passau und Fotostiftung Schweiz in Winterthur, hrsg. von Susanne Breidenbach, Steidl Verlag, Göttingen 2019.

## Ausstellungen (Auswahl)
- 1977: Photographs, Witkin Gallery, New York
- 1982: Photographs, Black & White and Colour, Witkin Gallery, New York
- 1987: FRIDA!, El Museo Mexicano, San Francisco
- 1987: Art Circles: Portrait Photographs from ArtNews 1905–1986, International Center of Photography, New York
- 1988: Emerson in Italy, Witkin Gallery, New York
- 1989: Water, Pfizer Corporation, New York
- 1991/1992: The People of Soglio, Witkin Gallery, New York
- 1994: Evelyn Hofer: Photographs, Musée de l’Elysée, Lausanne
- 2001: Evelyn Hofer, Fotografien seit 1955,[11] Galerie m Bochum
- 2001: Overnight to Many Cities, 303 Gallery, New York
- 2001/2002: The Nature of Still Life, Galleria d’Arte Moderna, Bologna
- 2002/2003: Räume des XX. Jahrhunderts II, Hamburger Bahnhof, Berlin
- 2004: Portrait, Kunsthalle Erfurt
- 2004: Evelyn Hofer: Fotografien seit 1950, Aargauer Kunsthaus, Aarau
- 2005: Evelyn Hofer: Ewigkeit im Augenblick, C/O Berlin
- 2005: Evelyn Hofer, Peter Blum Gallery, New York
- 2006/2007: Shelter – Kunst für zwangsprostituierte Frauen, Neue Nationalgalerie, Berlin
- 2007: Evelyn Hofer: Die unbekannten Fotografien – The Unknown Photographs[12], Galerie m Bochum
- 2007: Dinge, Kunstsammlungen der Ruhr-Universität, Bochum
- 2008: Evelyn Hofer, Kunstverein Ulm
- 2008: Von Kunst und Politik, Kunst-Raum des Deutschen Bundestags, Berlin
- 2011: Weltsichten. Landschaft in der Kunst vom 17. bis zum 21. Jahrhundert, Kunsthalle zu Kiel
- 2015: Evelyn Hofer (1922–2009) – Retrospektive, Museum Villa Stuck, München
- 2015: Evelyn Hofer: Early Color Photography,[13] Galerie m Bochum
- 2019–2021: Evelyn Hofer, Begegnungen mit der Kamera, Wanderausstellung
  - Museum Kurhaus Kleve
  - Museum Moderner Kunst Wörlen, Passau
  - Fotostiftung Schweiz, Winterthur
  - Kunsthalle Cloppenburg
  - Deutsche Börse Photography Foundation, Eschborn[14]

## Werke in Sammlungen (Auswahl)
- Aargauer Kunsthaus, Aarau
- Sammlung des Deutschen Bundestags, Berlin
- Fotomuseum Den Haag
- Museum Folkwang, Essen
- Houston Museum of Fine Art, Houston
- The Wilson Centre Photography Collection, London
- Centro Cultural arte Contemporaneo, Mexiko-Stadt
- Sammlung Goetz, München
- New Orleans Museum of Art, New Orleans
- The Metropolitan Museum of Art, New York
- Photography Collection of the Public Library, New York
- Fotostiftung Schweiz, Winterthur